# آتشفشان تاکانا
آتشفشان تاکانا یا ولکان تاکانا (به اسپانیایی: Volcán Tacaná) آتشفشانی چینه‌ای به ارتفاع ۴۰۶۰ متر واقع در مرز مکزیک با گواتمالا در آمریکای مرکزی است.

## مشخصات
تاکانا آتشفشانی متقارن است که در منتهی‌الیه شمال غربی کمربند آتشفشانی آمریکای مرکزی  و ۳۰ کیلومتری جنوب گسل پولوشیک قرار دارد. سه کاسه آتشفشانی بزرگ در جنوب این آتشفشان به وجود آمده است و محدودهٔ قلهٔ کشیدهٔ آن شامل مجموعه‌ای از گنبدهای گدازه است که در امتداد مسیری شمال شرقی به جنوب غربی شکل گرفته‌اند. مجموعه‌هایی از جریان‌های گدازه ویسکوزی در دامنه‌های شمالی و جنوبی تاکانا دیده می‌شوند و نهشته‌هایی از گل‌روانهها بسیاری از دره‌ها را پر کرده‌اند.
جوانترین دودکش آتشفشان تاکانا، گنبد گدازهٔ سن آنتونیو است که در دهانه‌ای در بخش فوقانی دامنهٔ جنوب غربی آتشفشان پدید آمده و بیشتر فعالیت‌های اخیر تاکانا از این قسمت صورت گرفته است. دودخانهای فعال در ارتفاع ۳۶۰۰ متری دیده می‌شوند و چشمه‌های آب گرم در چندین جای کوهپایه یافت می‌شوند.

## فعالیت‌های آتشفشانی
فعالیت‌های آتشفشانی تاکانا در طی دوران زمین‌شناسی محدود به فوران‌های فریاتیک ملایم است اما فعالیت‌های شدید و قدرتمند آن که جریان‌هایی آذرآواری را به وجود آورده است در حدود ۱۹۵۰ سال پیش روی داده است.

### فوران سال ۱۹۸۶
آخرین فوران آتشفشان تاکانا در سال ۱۹۸۶ روی داده است. پس از چندین ماه افزایش فعالیت‌های لرزه‌ای در اطراف آتشفشان، در روز ۷ مهٔ ۱۹۸۶ مجموعه‌ای از لرزه‌ها به فاصلهٔ ۱ دقیقه از یکدیگر روی داد که با صداهایی تندرمانند همراه بود که این رویداد تا ۲۳ ساعت به طول انجامید. به دنبال آن در روز بعد یک انفجار فریاتیک کوچک اتفاق افتاد و دودکش جدیدی را به قطر ۲۰ متر در بخش فوقانی دامنهٔ شمال غربی تاکانا در ارتفاع ۳۸۰۰ متری و در مرز مکزیک و گواتمالا به‌وجود آورد. از این دودکش حجم کمی از خاکستر به بیرون پرتاب گردید که در نتیجهٔ آن، پوشش گیاهی منطقه‌ای به وسعت ۲۰۰ در ۱۰۰ متر تخریب شد. فعالیت‌های لرزه‌ای بدون تغییر تا ۹ مه ادامه داشت تا در روز ۱۰ مه شدت آن رو به کاهش گذارد. در این مدت ۱۷ هزار نفر از ساکنان منطقه به‌ویژه ساکنان روستاهای حوالی دامنهٔ آتشفشان خانه‌های خود را ترک کردند.